# El juego del euromillón
El juego del euromillón fue un concurso cultural emitido en España por la cadena Telecinco y producido por Zeppelin TV entre 1998 y 2001, con un breve regreso en 2009. El programa, fue una adaptación del formato argentino El juego del millón, que fue creado por el argentino Matias Sarasola en 1995, y popularizado por Susana Giménez y emitido durante cinco años en el Prime Time de Telefe. En España logró emitir más de 900 programas, suponiendo un gran éxito para la cadena. Fue presentado habitualmente por Paula Vázquez. Mariona Xuclá y Rosa García Caro, se encargaban de sustituirla en los periodos vacacionales. Su horario habitual era de 14h00 a 14h30 aunque  el 17 de septiembre de 2001 la cadena lo movió a la franja de tarde (primero de 20h00 a 20h30 y luego de 18h30 a 19h00). El principal objetivo del concurso era, aparte de repartir dinero, dar a conocer la nueva moneda que la UE implantaría a casi todos sus países a partir del año 2002, el Euro.
Telecinco decidió recuperar el programa el 9 de marzo de 2009, presentado por Eva González, en horario de 14h30 a 15h. Pero el espacio no obtuvo el respaldo del público, y fue retirado el 30 de abril de 2009.

## Mecánica del concurso
El número de concursantes era siempre de tres. El concurso tenía 4 fases:
1º fase (Actualidad europea): Se hacían 4 preguntas relativas a actualidad europea. El concursante que supiera la respuesta debía de accionar su pulsador. Si fallaba, había rebote y los demás concursantes podían volver a intentar responder correctamente. El concursante que acertaba la pregunta ganaba 10 puntos.
2º fase (Tema propio): Cada concursante debía de elegir un bloque temático de entre 9 posibles (arte, deportes, espectáculos, historia, literatura, ciencia, corazón, geografía o Unión Europea) y tenía 60 segundos para responder a todas las preguntas que pudiera sobre ese bloque que le eran formuladas. Si fallaba alguna pregunta, el concursante que estaba a su izquierda podía intentar responder y si fallaba, tenía derecho a hacerlo el concursante restante. En temporadas avanzadas, se eliminó espectáculos y se incluyeron como bloques temáticos Cine y TV, música, y naturaleza, manteniendo los otros ocho, haciendo un total de 11 posibles. Por cada pregunta acertada se sumaban 10 puntos al marcador. 
3º fase (El enigma): Detrás de un panel con 16 casillas, cada una con una bandera de un país de la Unión Europea, había un enigma que había que adivinar. El orden de las banderas era: 1 Alemania, 2 Francia, 3 Luxemburgo, 4 España, 5 Finlandia, 6 Unión Europea, 7 Dinamarca, 8 Grecia, 9 Italia, 10 Reino Unido, 11 Bélgica, 12 Países Bajos, 13 Portugal, 14 Suecia, 15 Irlanda y 16 Austria.
Las casillas componian una foto y además había una palabra que podía ser la solución o una pista al enigma. Se hacían preguntas de diversa temática que tenían 4 posibles respuestas. Los concursantes debían de accionar el pulsador y elegir la respuesta correcta. Si se fallaba, los demás concursantes tenían la opción de volver a intentar responder correctamente accionando de nuevo el pulsador. Acertar la pregunta daba 10 puntos y el derecho a abrir dos casillas del panel. Además se leía una pista relativa al enigma del panel. El concursante que acertara el enigma doblaba su puntuación. Tras acabar esta fase, el concursante con más puntos tenía derecho a jugar la fase final y volver al día siguiente (hasta un máximo de diez). En las primeras temporadas, los otros dos concursantes quedaban eliminados, pero posteriormente se permitió volver también al que quedaba en 2º lugar.
Fase final (El panel de premios): En esta fase, la más importante, en primer lugar se extraía una de las cartas enviadas por los espectadores, y se le llamaba por teléfono. Para poder concursar, en la carta debía de contener un código de barras de uno de los productos de los tres patrocinadores del programa. La persona agraciada debía de escoger entre tres sobres (Rojo, azul o verde) que contenía cada uno una pregunta. El concursante ganador debía de responderla correctamente para optar a los premios. Tras la pregunta, el espectador debía de elegir dos casillas de un panel que contenía un total de 24. La primera casilla elegida era el premio que ganaba el concursante (Viajes, dinero en metálico, un coche, electrodomésticos...). Una vez abierta la segunda, el espectador debía de elegir con que regalo de los dos se quedaba. Ocasionalmente el programa colocaba varios comodines en el panel que permitían abrir otra casilla para intentar favorecer a los espectadores. En el panel estaban ocultos los tres logos de los tres patrocinadores del programa, cada uno en una casilla, que daban los premios más altos. Si el espectador abría uno de los logos, se llevaba 5.000 Euros y además el otro regalo descubierto. Si abría dos logos, ganaba 100.000 Euros y tenía derecho a abrir una tercera casilla. Si la tercera casilla contenía el 3º logo, el espectador ganaba un millón de Euros. Si no, ganaba 100.000 Euros y el regalo de la 3º casilla. Sólo en una ocasión se entregó el gran premio del Euromillón (166.385.000 Pesetas o 1.000.000 €). La ganadora fue María Prats de 61 años y de Palma de Mallorca, lo cual fue entregado el 1 de marzo de 2001, coincidiendo con el tercer aniversario del programa.Cuatro días más tarde, el cheque de un millón de euros que le correspondía a María fue entregado presencialmente en el plató del programa en las oficinas de Fuencarral en Madrid, detrás de cámaras.

## Audiencias
- Temporada 97/98: 20.1%
- Temporada 98/99: 20.1%
- Temporada 99/00: 24.1%
- Temporada 00/01: 23.4%
- Temporada 01/02: 13.8% 
  - En access prime time (temporada 01/02): 17.7%
  - En franja de tarde (temporada 01/02): 11,0%
- Temporada  2009: 11,7%